# John Frankenheimer
John Michael Frankenheimer, född 19 februari 1930 i Queens i New York, död 6 juli 2002 i Los Angeles i Kalifornien, var en amerikansk regissör.

## Biografi
John Frankenheimer ville bli en professionell tennisspelare men han älskade filmer och hans favoritskådespelare var Robert Mitchum. Han bestämde sig för att bli skådespelare men upptäckte senare, under tjänstgöring i USA:s flygvapen, sin naturbegåvning att hantera en kamera. Efter det militära började han 1953 en TV-karriär och försökte övertala CBS att anställa honom som regissörsassistent. Frankenheimer ville fortfarande inte regissera filmer, eftersom han gillade direktsänd television. 
1957 vände han sig till storfilmen med Hetsig ungdom. Besviken över sin första långfilmserfarenhet återvände han till sin lyckade TV-karriär, och sammanlagt regisserade han 152 direktsända TV-serier mellan 1954 och 1960. Han tog ytterligare en chans inom biofilmsindustrin, och efter att ha arbetat med Burt Lancaster i filmen Unga vildar 1961 blev han en framgångsrik filmskapare.

## Filmografi (i urval)
- 1957 – Hetsig ungdom
- 1961 – Unga vildar
- 1962 – Oro i kroppen
- 1962 – Fången på Alcatraz
- 1962 – Hjärntvättad
- 1964 – 7 dagar i maj
- 1964 – Tåget
- 1966 – Död man lever
- 1966 – Grand Prix
- 1968 – Fixaren
- 1969 – De dödsföraktande
- 1970 – Mellan lagen och våldet
- 1973 – The Iceman Cometh
- 1975 – French Connection II
- 1977 – Svart söndag
- 1979 – Inkräktarna
- 1982 – Samurajsvärden
- 1985 – Träffpunkt Genève
- 1986 – Dödlig fälla
- 1989 – Dead Bang
- 1990 – Hjältarnas krig
- 1991 – Year of the Gun
- 1994 – Against the Wall (TV-film)
- 1996 – Andersonville (TV-film)
- 1996 – The Island of Dr. Moreau
- 1997 – George Wallace (TV-film)
- 1998 – Ronin
- 2000 – Dubbelspel
- 2001 – Ambush
- 2002 – Path to War (TV-film)